# Roeselia suisharyonensis
Roeselia suisharyonensis är en fjärilsart som beskrevs av Embrik Strand 1916. Roeselia suisharyonensis ingår i släktet Roeselia och familjen trågspinnare. Inga underarter finns listade.